# Maurice Hinchey
Pour les articles homonymes, voir Hinchey.
Maurice Dunlea Hinchey, né le 27 octobre 1938 à New York et mort le 22 novembre 2017 à Saugerties dans l'État de New York, est un homme politique américain membre du Parti démocrate, représentant au Congrès des États-Unis de 1993 à 2013 de l'État de New York.
Il siégeait auparavant, depuis 1975, à l'Assemblée de l'État de New York. Défenseur de l'environnement et adhérent à un comité parlementaire chargé du budget, il est membre du Congressional Progressive Caucus. Au niveau international, il est connu pour avoir rédigé le rapport Hinchey (2000) concernant l'intervention de la CIA au Chili pendant la guerre froide, et détaillant des aspects relatifs à la connaissance des États-Unis de l'opération Condor.

## Biographie

### Élu local de l'État de New York
Après avoir fait son service militaire dans la Marine (1956-1959), Maurice Hinchey devient contremaître pendant deux ans dans une usine à ciment. Il obtient ensuite, en 1970, un master à la State University of New York at New Paltz (en). Avec son père, il s'efforce de consolider les positions du Parti démocrate à Saugerties, un bastion républicain[citation nécessaire] depuis le début du XXe siècle. Il réussit à se faire élire à l'Assemblée de l'État de New York en 1974, devenant le premier représentant démocrate du Comté d'Ulster depuis 1912.
Il demeure 18 ans à l'Assemblée de New York, défendant en particulier l'environnement, en faisant voter la première loi contre les pluies acides et aussi en s'attaquant à la mainmise du crime organisé sur les déchets industriels.

### Représentant démocrate fédéral
En 1992, Maurice Hinchey réussit à se faire élire à la Chambre des représentants, succédant au démocrate Matthew F. McHugh. Réélu par la suite (avec un changement de circonscription en 2002), il est un adversaire résolu à la guerre d'Irak, étant l'un des onze élus à soutenir la motion de Dennis Kucinich visant à lancer une procédure d'impeachment contre le président George W. Bush. Membre du United States House Committee on Appropriations (en) chargé de contrôler le budget fédéral, il soutient de nombreuses mesures visant à lutter contre la corruption et contre la pollution. Il est membre du Congressional Progressive Caucus.
Chaque année depuis 2003, il dépose un amendement, avec le républicain de Californie Dana Rohrabacher, visant à légaliser l'usage thérapeutique du cannabis (Hinchey-Rohrabacher medical marijuana amendment (en)).